# Asplenium anceps
Asplenium anceps är en svartbräkenväxtart som beskrevs av L. v. Buch. Asplenium anceps ingår i släktet Asplenium och familjen Aspleniaceae. Inga underarter finns listade.